# Puccinia erythropus
Puccinia erythropus är en svampart som beskrevs av Dietel 1905. Puccinia erythropus ingår i släktet Puccinia och familjen Pucciniaceae.   Inga underarter finns listade i Catalogue of Life.